# 新谷風太
新谷 風太（しんたに ふうた）は、日本の作詞家。

## 略歴
アニメ・ゲーム作品の作詞を中心に活動している。

## 楽曲

### アニメ・ゲーム
THE IDOLM@STER SideM
- High×Joker[メンバー 1]
  - 「キセキ的STARRY-TUNE!!!!!」
  - 「セブンデイズ・アルペジオ」
  - 「ダイヤモンド・メゾフォルテ」
  - 「ハイパービリーバー!!」
  - 「HEAT BEAT “Identity”」
  - 「Like a Rolling Donuts!!」
  - 「SCOREBOOK Memories」
- THE 虎牙道[メンバー 2]
  - 「Determined Soul」
  - 「Reflection BREAKERS」
- W[メンバー 3] & THE 虎牙道[メンバー 2]
  - 「vs.BELIEVERS」
- もふもふえん[メンバー 4]
  - 「もふ・きゅ～と・デイズ☆」
  - 「もふデビ★うぉんてっど」
- 彩[メンバー 5]
  - 「今宵、笑むように」
  - 「幸燦燦と！」
  - 「ゆきゆきて華やかに」
- 神速一魂[メンバー 6]
  - 「Godspeed IGNITION!!」
  - 「熱情! Burning Voltage」
  - 「Moon Shape/明鏡止水」
- 大室家[1]
  - 「パッチワーク・エトセトラ!」 (映画『大室家 dear friends』エンディング)
- カードファイト!! ヴァンガード Divinez
  - 「MONONOFU Overture」
- お嬢と番犬くん
  - 「ホウセンカ」 (第2話使用曲)
- ウマ娘 プリティーダービー
  - 「GALACTIC PLAYER」
  - 「Precious Star Dreamer」
- OKASHIMO
  - 「くるあい♡ロマンチシズム」 (YouTubeアニメ「七瀬さんの恋が異常」主題歌)
  - 「せめて青く」 (YouTubeアニメ『女子力高めな獅子原くん』主題歌)
- Tokyo 7th シスターズ
  - RiPoP[メンバー 7]「わがままSwing Cutest!」

### 声優・VTuber
- 麻倉もも
  - 「ふたりシグナル」
- ときのそら
  - 「Rolling, Loading!!」
  - 「ナイトキューブパラドクス」
- Blitz Wing
  - 「オーバーハレイション!」

### 舞台
- アイ★チュウ ザ・ステージ～Le musée tricolore～
  - 「Destiny Destiny」

## 制作アシスタント
- サンドリオン
  - 「S.T.A.R.T」
  - 「SOUND OF BES2」

## コメント・インタビュー
- Tokyo 7th シスターズ[2]
  - 2053 2nd Live Brightestar パンフレット コメント寄稿
- 法政大学アイドルマスター研究会
  - 有志リーフレット インタビュー回答

## 出演
- THE IDOLM@STER MUSIC ON THE RADIO #259

### ユニットメンバー
1. ↑  伊瀬谷四季（野上翔）、秋山隼人（千葉翔也）、若里春名（白井悠介）、冬美旬（永塚拓馬）、榊夏来（渡辺紘）
2. 1 2  大河タケル（寺島惇太）、円城寺道流（濱野大輝）、牙崎漣（小松昌平）
3. ↑  蒼井享介（山谷祥生）、蒼井悠介（菊池勇成）
4. ↑  岡村直央（矢野奨吾）、橘志狼（古畑恵介）、姫野かのん（村瀬歩）
5. ↑  猫柳キリオ（山下大輝）、華村翔真（バレッタ裕）、清澄九郎（中田祐矢）
6. ↑  紅井朱雀（益山武明）、黒野玄武（深町寿成）
7. ↑  恋渕カレン（七海こころ）、一ノ瀬ミオリ（小茅楓）